# Куркачинское сельское поселение
Куркачинское се́льское поселе́ние — муниципальное образование в Высокогорском районе Татарстана Российской Федерации.
Административный центр — посёлок железнодорожного разъезда Куркачи.

## История
Образован в 1990 году как Куркачинский сельсовет путём выделения посёлка железнодорожного разъезда Куркачи из Чепуговского сельсовета.
Статус и границы сельского поселения установлены Законом Республики Татарстан от 31 января 2005 года № 20-ЗРТ «Об установлении границ территорий и статусе муниципального образования "Высокогорский муниципальный район" и муниципальных образований в его составе».

## Население
| 2010  | 2011  | 2012  | 2013  | 2014  | 2015  | 2016  |
| ----- | ----- | ----- | ----- | ----- | ----- | ----- |
| 1850  | ↗1852 | →1852 | ↗1858 | ↘1847 | ↗1871 | ↗1882 |
| 2017  | 2018  |       |       |       |       |       |
| ↘1864 | ↘1863 |       |       |       |       |       |

## Состав сельского поселения
| № | Населённый пункт | Тип населённого пункта                                    | Население |
| - | ---------------- | --------------------------------------------------------- | --------- |
| 1 | Куркачи          | посёлок железнодорожного разъезда, административный центр | ↘1864     |